# Porpita
Porpita  Lamarck, 1801 é um género de hidrozoários da família Porpitidae.

## Espécies
O género Porpita inclui as seguintes espécies validamente descritas:
- Porpita porpita (Linnaeus, 1758) (Porpita linnaena   e Porpita pacifica (Lesson, 1826) são sinónimos taxonómicos desta espécie)
- Porpita umbela (O. F. Müller, 1776)